# Jaap Advocaat
Jaap Advocaat (Den Haag, 22 maart 1941 – 25 november 2023) was een Nederlands profvoetballer die als aanvaller voor verschillende profclubs speelde. Hij was de oudere broer van Dick Advocaat. Van 1967 tot 1998 werkte hij bij de Nutsspaarbank. In dat laatste jaar ging hij met de VUT.
Advocaat overleed op 82-jarige leeftijd.

## Clubstatistieken
| Seizoen         | Club            | Competitie      | Competitie | Competitie | Beker | Beker | Internationaal | Internationaal | Overig | Overig | Totaal | Totaal |
| Seizoen         | Club            | Competitie      | Wed.       | Dlp.       | Wed.  | Dlp.  | Wed.           | Dlp.           | Wed.   | Dlp.   | Wed.   | Dlp.   |
| --------------- | --------------- | --------------- | ---------- | ---------- | ----- | ----- | -------------- | -------------- | ------ | ------ | ------ | ------ |
| 1958/59         | ADO             | Eredivisie      | 1          | 1          | 0     | 0     | –              | –              | 0      | 0      | 1      | 1      |
| 1959/60         | ADO             | Eredivisie      | 0          | 0          | 0     | 0     | –              | –              | 0      | 0      | 0      | 0      |
| 1960/61         | ADO             | Eredivisie      | 0          | 0          | 0     | 0     | –              | –              | 0      | 0      | 0      | 0      |
| 1961/62         | SC Enschede     | Eredivisie      | 6          | 1          | –     | 0     | –              | –              | 0      | 0      | 6      | 1      |
| 1962/63         | Leeuwarden      | Tweede divisie  | 31         | 6          | 1     | 1     | –              | –              | 0      | 0      | 32     | 7      |
| 1963/64         | Zwolsche Boys   | Tweede divisie  | 10         | 0          | –     | 0     | –              | –              | 0      | 0      | 0      | 0      |
| 1964/65         | Zwolsche Boys   | Tweede divisie  | 4          | 1          | –     | 0     | –              | –              | 0      | 0      | 4      | 1      |
| 1965/66         | Holland Sport   | Eerste divisie  | 0          | 0          | 0     | 0     | –              | –              | 0      | 0      | 0      | 0      |
| 1966/67         | Holland Sport   | Eerste divisie  | 1          | 0          | 0     | 0     | –              | –              | 0      | 0      | 1      | 0      |
| 1967/68         | Holland Sport   | Eerste divisie  | 3          | 0          | 0     | 0     | –              | –              | 0      | 0      | 3      | 0      |
| 1968/69         | Holland Sport   | Eredivisie      | 0          | 0          | 0     | 0     | –              | –              | 0      | 0      | 0      | 0      |
| 1969/70         | Holland Sport   | Eredivisie      | 0          | 0          | 0     | 0     | –              | –              | 0      | 0      | 0      | 0      |
| 1970/71         | Holland Sport   | Eredivisie      | 0          | 0          | 0     | 0     | –              | –              | 0      | 0      | 0      | 0      |
| Carrière totaal | Carrière totaal | Carrière totaal | 56         | 9          | 1     | 1     | 0              | 0              | 0      | 0      | 57     | 10     |

## Erelijst

### MetHolland Sport
| Nationaal               |    |         |
| Kampioen Eerste divisie | 1x | 1967/68 |